# Ilin-Borkenratte
Die Ilin-Borkenratte (Crateromys paulus) ist ein extrem seltenes oder bereits ausgestorbenes Nagetier aus der Gattung der Borkenkletterer (Crateromys). Sie ist nur von einem adulten Männchen bekannt, das 1953 auf der philippinischen Insel Ilin Island südlich von Mindoro gesammelt wurde.

## Merkmale
Das einzige bekannte Exemplar hat eine Kopf-Rumpf-Länge von 255,0 mm, eine Schwanzlänge von 215,0 mm, eine Hinterfußlänge von 50,0 mm, eine Ohrenlänge von 20,0 mm und eine Schädellänge von 52,6 mm. Die Oberseite ist dunkelbraun, die Unterseite ist grau. Der kurze, behaarte, dunkle Schwanz hat eine weiße Spitze.

## Lebensraum
Die Ilin-Borkenratte bewohnte vermutlich primäre Tieflandregenwälder. Der Primärwald ist gerodet und es sind nur noch Karstwaldreste vorhanden.

## Status
Am 4. April 1953 sammelte Pablo Soriano das Typusexemplar und verkaufte es an Eduardo Gelena vom National Museum of Natural History in Washington, D.C. 1981 wurde es von Guy G. Musser und Linda K. Gordon wissenschaftlich beschrieben. Während einer Expedition im Jahre 1988 konnte der englische Biologe Stuart Pritchard kein Exemplar mehr nachweisen. Er erbrachte lediglich den Beleg, dass auf Ilin kaum noch Wald vorhanden war. Die Einheimischen von Mindoro berichteten bei Befragungen von einer Rattenart namens Siyang. Sie soll der Ilin-Borkenratte ähnlich sehen, jedoch sind weitere Expeditionen auf Mindoro notwendig, um den Status dieser Tiere zu bestimmen. 1994 wurde die Ilin-Borkenratte von der IUCN in die Liste der ausgestorbenen Säugetiere aufgenommen. 2008 wurde der Status auf „unzureichende Datenlage“ (Data deficient) geändert.